# Sam Hinds

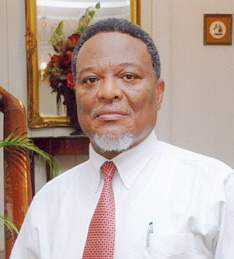
Sam Hinds

Samuel Archibal Anthony Hinds (Mahaicony, 27 december 1943) is een Guyanees politicus die, met korte onderbrekingen, van 1992 tot 2015 minister-president van zijn land was.
Van oorsprong is Hinds chemicus en in die hoedanigheid was hij in het verleden werkzaam bij de Canadese aluminiumproducent Alcan.
Hinds was voor het eerst minister-president onder Cheddi Jagan, die in maart 1997 stierf. Daarna was hij zelf president tussen 17 maart en 19 december 1997. Hij werd opgevolgd door Janet Jagan, de weduwe van Cheddi. Hinds werd toen weer minister-president. 
In augustus 1999 trad Jagan terug en Hinds werd na een paar dagen onderbreking minister-president onder Bharrat Jagdeo. Op 28 augustus 2006 werd hij herkozen en in 2011 opnieuw onder Donald Ramotar. In mei 2015 won de oppositie de verkiezingen en kwam er een einde aan het premierschap van Hinds. Hij werd op 20 mei 2015 opgevolgd door Moses Nagamootoo.